# Carl Friedrich Gerstlacher

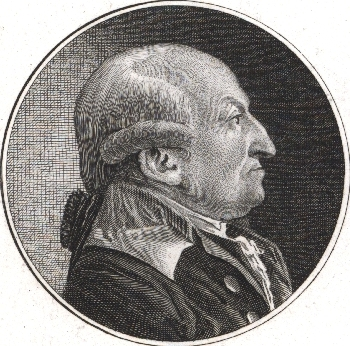
Carl Friedrich Gerstlacher

Carl Friedrich Gerstlacher (* 12. Mai 1732 in Böblingen; † 15. August 1795 in Karlsruhe) war ein deutscher Jurist, Publizist, Geheimrat und Universitätsprofessor.

## Leben
Nach dem Studium an der Universität Tübingen (ab 1747) war Gerstlacher Kanzleiadvokat und Advokat in Stuttgart, von 1761 bis 1767 (ao.) Professor in Tübingen und 1763/64 daneben württembergischer Tutelarrat und 1765 Mitglied der neuerrichteten Polizeideputation mit dem Rang eines Hofrats. 1767 trat er als Hofgerichtsassessor in badische Dienste. 1789 wurde er ins Geheimratskollegium aufgenommen. 1791 wurde er wirklicher Geheimer Rat und Mitglied des Revisionshofes. Er erlangte auch dadurch Bekanntheit, dass er die Interessen seines Vaters, des Mediziners Johann Andreas Antonius Gerstlacher (1700–1775), bei einem Erbschaftsstreit in mehreren Veröffentlichungen vertrat.
An Carl Friedrich Gerstlacher erinnert die Friedrich-Gerstlacher-Straße in seiner Geburtsstadt Böblingen.
Von seinen Kindern wurde Christian Friedrich Gerstlacher (1778–1850) badischer Ministerpräsident in Paris. In der Princeton University Library, Livingston-Sammlung, befinden sich „Briefe an Herrn Gerstlacher“. Der Nachlass des Sohnes Carl August Gerstlacher (1781–1848) befindet sich im badischen Generallandesarchiv Karlsruhe.

## Hauptwerke
- Sammlung aller einzeln ergangenen herzoglich würtembergischen Gesetze und andern Normalien, Thl. I–II, 1759–66.
- Sammlung aller baden-durlach’schen, das Kirchen- und Schulwesen, das Leben und die Gesundheit der Menschen … betreffenden Anstalten und Verordnungen, Bd. 1–3, 1773–74.
- Corpus iuris Germanici publici et privati (4 Bde., Schmieder, 1783–89, Frankfurt, Stuttgart, Karlsruhe)
- Handbuch der teutschen Reichsgesetze nach dem möglichst ächten Text in sistematischer Ordnung (11 Teile in 10 Bänden, 1786–94, Frankfurt, Leipzig, Karlsruhe)